# Calothamnus scabridus
Calothamnus scabridus är en myrtenväxtart som beskrevs av Alexander Segger George. Calothamnus scabridus ingår i släktet Calothamnus och familjen myrtenväxter. Inga underarter finns listade i Catalogue of Life.